# Liste der Olympiasieger in der Leichtathletik/Medaillengewinnerinnen
Diese Liste ist Teil der Liste der Olympiasieger in der Leichtathletik. Sie führt sämtliche Medaillengewinnerinnen in den Leichtathletikwettbewerben bei Olympischen Spielen auf. Sie ist gegliedert nach Wettbewerben, die aktuell zum Wettkampfprogramm gehören und nach nicht mehr ausgetragenen Wettbewerben.

## Heutige Wettbewerbe

### 100 m
| Olympia | Gold                     | Silber                          | Bronze                  |
| ------- | ------------------------ | ------------------------------- | ----------------------- |
| 1928    | Betty Robinson           | Fanny Rosenfeld                 | Ethel Smith             |
| 1932    | Stanisława Walasiewicz   | Hilda Strike                    | Wilhelmina von Bremen   |
| 1936    | Helen Stephens           | Stanisława Walasiewicz          | Käthe Krauß             |
| 1948    | Fanny Blankers-Koen      | Dorothy Manley                  | Shirley Strickland      |
| 1952    | Marjorie Jackson         | Daphne Hasenjager               | Shirley Strickland      |
| 1956    | Betty Cuthbert           | Christa Stubnick                | Marlene Mathews         |
| 1960    | Wilma Rudolph            | Dorothy Hyman                   | Giuseppina Leone        |
| 1964    | Wyomia Tyus              | Edith McGuire                   | Ewa Kłobukowska         |
| 1968    | Wyomia Tyus              | Barbara Ferrell                 | Irena Szewińska         |
| 1972    | Renate Stecher           | Raelene Boyle                   | Silvia Chivás           |
| 1976    | Annegret Richter         | Renate Stecher                  | Inge Helten             |
| 1980    | Ljudmila Kondratjewa     | Marlies Göhr                    | Ingrid Auerswald        |
| 1984    | Evelyn Ashford           | Alice Brown                     | Merlene Ottey           |
| 1988    | Florence Griffith-Joyner | Evelyn Ashford                  | Heike Drechsler         |
| 1992    | Gail Devers              | Juliet Cuthbert                 | Irina Priwalowa         |
| 1996    | Gail Devers              | Merlene Ottey                   | Gwen Torrence           |
| 2000    | nicht vergeben           | Ekaterini Thanou Tayna Lawrence | Merlene Ottey           |
| 2004    | Julija Neszjarenka       | Lauryn Williams                 | Veronica Campbell       |
| 2008    | Shelly-Ann Fraser        | Sherone Simpson Kerron Stewart  | –                       |
| 2012    | Shelly-Ann Fraser-Pryce  | Carmelita Jeter                 | Veronica Campbell-Brown |
| 2016    | Elaine Thompson          | Tori Bowie                      | Shelly-Ann Fraser-Pryce |
| 2020    | Elaine Thompson-Herah    | Shelly-Ann Fraser-Pryce         | Shericka Jackson        |
| 2024    | Julien Alfred            | Sha’Carri Richardson            | Melissa Jefferson       |

### 200 m
| Olympia | Gold                     | Silber                   | Bronze             |
| ------- | ------------------------ | ------------------------ | ------------------ |
| 1948    | Fanny Blankers-Koen      | Audrey Williamson        | Audrey Patterson   |
| 1952    | Marjorie Jackson         | Bertha Brouwer           | Nadeschda Chnykina |
| 1956    | Betty Cuthbert           | Christa Stubnick         | Marlene Mathews    |
| 1960    | Wilma Rudolph            | Jutta Heine              | Dorothy Hyman      |
| 1964    | Edith McGuire            | Irena Szewińska          | Marilyn Black      |
| 1968    | Irena Szewińska          | Raelene Boyle            | Jennifer Lamy      |
| 1972    | Renate Stecher           | Raelene Boyle            | Irena Szewińska    |
| 1976    | Bärbel Eckert            | Annegret Richter         | Renate Stecher     |
| 1980    | Bärbel Wöckel            | Natalja Botschina        | Merlene Ottey      |
| 1984    | Valerie Brisco-Hooks     | Florence Griffith-Joyner | Merlene Ottey      |
| 1988    | Florence Griffith-Joyner | Grace Jackson            | Heike Drechsler    |
| 1992    | Gwen Torrence            | Juliet Cuthbert          | Merlene Ottey      |
| 1996    | Marie-José Pérec         | Merlene Ottey            | Mary Onyali        |
| 2000    | Pauline Davis            | Susanthika Jayasinghe    | Beverly McDonald   |
| 2004    | Veronica Campbell        | Allyson Felix            | Debbie Ferguson    |
| 2008    | Veronica Campbell-Brown  | Allyson Felix            | Kerron Stewart     |
| 2012    | Allyson Felix            | Shelly-Ann Fraser-Pryce  | Carmelita Jeter    |
| 2016    | Elaine Thompson          | Dafne Schippers          | Tori Bowie         |
| 2020    | Elaine Thompson-Herah    | Christine Mboma          | Gabrielle Thomas   |
| 2024    | Gabrielle Thomas         | Julien Alfred            | Brittany Brown     |

### 400 m
| Olympia | Gold                     | Silber                | Bronze               |
| ------- | ------------------------ | --------------------- | -------------------- |
| 1964    | Betty Cuthbert           | Ann Packer            | Judy Amoore          |
| 1968    | Colette Besson           | Lillian Board         | Natalja Petschonkina |
| 1972    | Monika Zehrt             | Rita Wilden           | Kathy Hammond        |
| 1976    | Irena Szewińska          | Christina Lathan      | Ellen Streidt        |
| 1980    | Marita Koch              | Jarmila Kratochvílová | Christina Lathan     |
| 1984    | Valerie Brisco-Hooks     | Chandra Cheeseborough | Kathy Smallwood-Cook |
| 1988    | Olha Bryshina            | Petra Müller          | Olga Nasarowa        |
| 1992    | Marie-José Pérec         | Olha Bryshina         | Ximena Restrepo      |
| 1996    | Marie-José Pérec         | Cathy Freeman         | Falilat Ogunkoya     |
| 2000    | Cathy Freeman            | Lorraine Graham       | Katharine Merry      |
| 2004    | Tonique Williams-Darling | Ana Guevara           | Natalja Antjuch      |
| 2008    | Christine Ohuruogu       | Shericka Williams     | Sanya Richards       |
| 2012    | Sanya Richards-Ross      | Christine Ohuruogu    | DeeDee Trotter       |
| 2016    | Shaunae Miller           | Allyson Felix         | Shericka Jackson     |
| 2020    | Shaunae Miller-Uibo      | Marileidy Paulino     | Allyson Felix        |
| 2024    | Marileidy Paulino        | Salwa Eid Naser       | Natalia Kaczmarek    |

### 800 m
| Olympia | Gold                   | Silber                    | Bronze                   |
| ------- | ---------------------- | ------------------------- | ------------------------ |
| 1928    | Lina Radke             | Hitomi Kinue              | Inga Gentzel             |
| 1960    | Ljudmila Schewzowa     | Brenda Jones              | Ursula Donath            |
| 1964    | Ann Packer             | Maryvonne Dupureur        | Marise Chamberlain       |
| 1968    | Madeline Manning       | Ileana Silai              | Maria Gommers            |
| 1972    | Hildegard Falck        | Nijolė Sabaitė            | Gunhild Hoffmeister      |
| 1976    | Tatjana Kasankina      | Nikolina Schterewa        | Elfi Zinn                |
| 1980    | Nadija Olisarenko      | Olga Minejewa             | Tatjana Prowidochina     |
| 1984    | Doina Melinte          | Kim Gallagher             | Fița Lovin               |
| 1988    | Sigrun Wodars          | Christine Wachtel         | Kim Gallagher            |
| 1992    | Ellen van Langen       | Lilija Nurutdinowa        | Ana Fidelia Quirot       |
| 1996    | Swetlana Masterkowa    | Ana Fidelia Quirot        | Maria de Lurdes Mutola   |
| 2000    | Maria de Lurdes Mutola | Stephanie Graf            | Kelly Holmes             |
| 2004    | Kelly Holmes           | Hasna Benhassi            | Jolanda Čeplak           |
| 2008    | Pamela Jelimo          | Janeth Jepkosgei Busienei | Hasna Benhassi           |
| 2012    | Caster Semenya         | Jekaterina Poistogowa     | Pamela Jelimo            |
| 2016    | Caster Semenya         | Francine Niyonsaba        | Margaret Nyairera Wambui |
| 2020    | Athing Mu              | Keely Hodgkinson          | Raevyn Rogers            |
| 2024    | Keely Hodgkinson       | Tsige Duguma              | Mary Moraa               |

### 1500 m
| Olympia | Gold                | Silber                | Bronze             |
| ------- | ------------------- | --------------------- | ------------------ |
| 1972    | Ljudmila Bragina    | Gunhild Hoffmeister   | Paola Cacchi       |
| 1976    | Tatjana Kasankina   | Gunhild Hoffmeister   | Ulrike Klapezynski |
| 1980    | Tatjana Kasankina   | Christiane Wartenberg | Nadija Olisarenko  |
| 1984    | Gabriella Dorio     | Doina Melinte         | Maricica Puică     |
| 1988    | Paula Ivan          | Laimutė Baikauskaitė  | Tetjana Samolenko  |
| 1992    | Hassiba Boulmerka   | Ljudmila Rogatschowa  | Qu Yunxia          |
| 1996    | Swetlana Masterkowa | Gabriela Szabo        | Theresia Kiesl     |
| 2000    | Nouria Mérah-Benida | Violeta Szekely       | Gabriela Szabo     |
| 2004    | Kelly Holmes        | Tatjana Tomaschowa    | Maria Cioncan      |
| 2008    | Nancy Jebet Langat  | Iryna Lischtschynska  | Natalija Tobias    |
| 2012    | Maryam Yusuf Jamal  | Abeba Aregawi         | Shannon Rowbury    |
| 2016    | Faith Kipyegon      | Genzebe Dibaba        | Jenny Simpson      |
| 2020    | Faith Kipyegon      | Laura Muir            | Sifan Hassan       |
| 2024    | Faith Kipyegon      | Jessica Hull          | Georgia Bell       |

### 5000 m
| Olympia | Gold             | Silber           | Bronze                |
| ------- | ---------------- | ---------------- | --------------------- |
| 1996    | Wang Junxia      | Pauline Konga    | Roberta Brunet        |
| 2000    | Gabriela Szabo   | Sonia O’Sullivan | Gete Wami             |
| 2004    | Meseret Defar    | Isabella Ochichi | Tirunesh Dibaba       |
| 2008    | Tirunesh Dibaba  | Meseret Defar    | Sylvia Jebiwott Kibet |
| 2012    | Meseret Defar    | Vivian Cheruiyot | Tirunesh Dibaba       |
| 2016    | Vivian Cheruiyot | Hellen Obiri     | Almaz Ayana           |
| 2020    | Sifan Hassan     | Hellen Obiri     | Gudaf Tsegay          |
| 2024    | Beatrice Chebet  | Faith Kipyegon   | Sifan Hassan          |

### 10.000 m
| Olympia | Gold             | Silber             | Bronze                   |
| ------- | ---------------- | ------------------ | ------------------------ |
| 1988    | Olga Bondarenko  | Liz McColgan       | Olena Schupijewa-Wjasowa |
| 1992    | Derartu Tulu     | Elana Meyer        | Lynn Jennings            |
| 1996    | Fernanda Ribeiro | Wang Junxia        | Gete Wami                |
| 2000    | Derartu Tulu     | Gete Wami          | Fernanda Ribeiro         |
| 2004    | Xing Huina       | Ejegayehu Dibaba   | Derartu Tulu             |
| 2008    | Tirunesh Dibaba  | Shalane Flanagan   | Linet Chepkwemoi Masai   |
| 2012    | Tirunesh Dibaba  | Sally Kipyego      | Vivian Cheruiyot         |
| 2016    | Almaz Ayana      | Vivian Cheruiyot   | Tirunesh Dibaba          |
| 2020    | Sifan Hassan     | Kalkidan Gezahegne | Letesenbet Gidey         |
| 2024    | Beatrice Chebet  | Nadia Battocletti  | Sifan Hassan             |

### Marathon
| Olympia | Gold                   | Silber                | Bronze           |
| ------- | ---------------------- | --------------------- | ---------------- |
| 1984    | Joan Benoit            | Grete Waitz           | Rosa Mota        |
| 1988    | Rosa Mota              | Lisa Martin           | Katrin Dörre     |
| 1992    | Walentina Jegorowa     | Yūko Arimori          | Lorraine Moller  |
| 1996    | Fatuma Roba            | Walentina Jegorowa    | Yūko Arimori     |
| 2000    | Naoko Takahashi        | Lidia Șimon           | Joyce Chepchumba |
| 2004    | Mizuki Noguchi         | Catherine Ndereba     | Deena Kastor     |
| 2008    | Constantina Diță       | Catherine Ndereba     | Zhou Chunxiu     |
| 2012    | Tiki Gelana            | Priscah Jeptoo        | Tatjana Petrowa  |
| 2016    | Jemima Jelagat Sumgong | Eunice Jepkirui Kirwa | Mare Dibaba      |
| 2020    | Peres Jepchirchir      | Brigid Kosgei         | Molly Seidel     |
| 2024    | Sifan Hassan           | Tigist Assefa         | Hellen Obiri     |

### 100 m Hürden
| Olympia | Gold                    | Silber              | Bronze                        |
| ------- | ----------------------- | ------------------- | ----------------------------- |
| 1972    | Annelie Ehrhardt        | Valeria Bufanu      | Karin Balzer                  |
| 1976    | Johanna Schaller        | Tatjana Anissimowa  | Natalja Lebedewa              |
| 1980    | Wera Komissowa          | Johanna Schaller    | Lucyna Langer                 |
| 1984    | Benita Fitzgerald-Brown | Shirley Strong      | Michèle Chardonnet Kim Turner |
| 1988    | Jordanka Donkowa        | Gloria Siebert      | Claudia Zaczkiewicz           |
| 1992    | Paraskevi Patoulidou    | LaVonna Martin      | Jordanka Donkowa              |
| 1996    | Ludmila Engquist        | Brigita Bukovec     | Patricia Girard-Léno          |
| 2000    | Olga Schischigina       | Glory Alozie        | Melissa Morrison-Howard       |
| 2004    | Joanna Hayes            | Olena Krassowska    | Melissa Morrison-Howard       |
| 2008    | Dawn Harper             | Sally McLellan      | Priscilla Lopes-Schliep       |
| 2012    | Sally Pearson           | Dawn Harper         | Kellie Wells                  |
| 2016    | Brianna Rollins         | Nia Ali             | Kristi Castlin                |
| 2020    | Jasmine Camacho-Quinn   | Kendra Harrison     | Megan Tapper                  |
| 2024    | Masai Russell           | Cyréna Samba-Mayela | Jasmine Camacho-Quinn         |

### 400 m Hürden
| Olympia | Gold                      | Silber                  | Bronze                |
| ------- | ------------------------- | ----------------------- | --------------------- |
| 1984    | Nawal El Moutawakel       | Judi Brown              | Cristieana Cojocaru   |
| 1988    | Debbie Flintoff-King      | Tazzjana Ljadouskaja    | Ellen Fiedler         |
| 1992    | Sally Gunnell             | Sandra Farmer-Patrick   | Janeene Vickers       |
| 1996    | Deon Hemmings             | Kim Batten              | Tonja Buford-Bailey   |
| 2000    | Irina Priwalowa           | Deon Hemmings           | Nezha Bidouane        |
| 2004    | Fani Chalkia              | Ionela Târlea-Manolache | Tetjana Tereschtschuk |
| 2008    | Melaine Walker            | Sheena Tosta            | Tasha Danvers         |
| 2012    | Lashinda Demus            | Zuzana Hejnová          | Kaliese Spencer       |
| 2016    | Dalilah Muhammad          | Sara Petersen           | Ashley Spencer        |
| 2020    | Sydney McLaughlin         | Dalilah Muhammad        | Femke Bol             |
| 2024    | Sydney McLaughlin-Levrone | Anna Cockrell           | Femke Bol             |

### 3000 m Hindernis
| Olympia | Gold                     | Silber                  | Bronze               |
| ------- | ------------------------ | ----------------------- | -------------------- |
| 2008    | Gulnara Samitowa-Galkina | Eunice Jepkorir Kertich | Tatjana Petrowa      |
| 2012    | Habiba Ghribi            | Sofia Assefa            | Milcah Chemos Cheywa |
| 2016    | Ruth Jebet               | Hyvin Kiyeng            | Emma Coburn          |
| 2020    | Peruth Chemutai          | Courtney Frerichs       | Hyvin Kiyeng         |
| 2024    | Winfred Mutile Yavi      | Peruth Chemutai         | Faith Cherotich      |

### 4 × 100 m Staffel
| Olympia | Gold | Silber | Bronze |
| ------- | --- | --- | --- |
| 1928    | Kanada Ethel Smith Fanny Rosenfeld Myrtle Cook Florence Bell                                                                         | Vereinigte Staaten Mary Washburn Jessie Cross Loretta McNeil Betty Robinson                                                                    | Deutsches Reich Rosa Kellner Leni Schmidt Anni Holdmann Leni Junker                                              |
| 1932    | Vereinigte Staaten Mary Carew Evelyn Furtsch Annette Rogers Wilhelmina von Bremen                                                    | Kanada Mildred Fizzell Lillian Palmer Mary Frizzell Hilda Strike                                                                               | Großbritannien Eileen Hiscock Gwendoline Porter Violet Webb Nellie Halstead                                      |
| 1936    | Vereinigte Staaten Harriet Bland Annette Rogers Betty Robinson Helen Stephens                                                        | Großbritannien Eileen Hiscock Violet Olney Audrey Brown Barbara Burke                                                                          | Kanada Dorothy Brookshaw Mildred Dolson Hilda Cameron Aileen Meagher                                             |
| 1948    | Niederlande Xenia Stad-de Jong Nettie Witziers-Timmer Gerda van der Kade-Koudijs Fanny Blankers-Koen                                 | Australien Shirley Strickland June Maston Betty McKinnon Joyce King                                                                            | Kanada Viola Myers Nancy Mackay Diane Foster Patricia Jones                                                      |
| 1952    | Vereinigte Staaten Mae Faggs Barbara Jones Janet Moreau Catherine Hardy                                                              | BR Deutschland Ursula Knab Maria Sander Helga Klein Marga Petersen                                                                             | Großbritannien Sylvia Cheeseman June Foulds Jean Desforges Heather Armitage                                      |
| 1956    | Australien Shirley Strickland Norma Croker Fleur Mellor Betty Cuthbert                                                               | Großbritannien Anne Pashley Jean Scrivens June Foulds Heather Armitage                                                                         | Vereinigte Staaten Mae Faggs Margaret Matthews Wilma Rudolph Isabelle Daniels                                    |
| 1960    | Vereinigte Staaten Martha Hudson Lucinda Williams Barbara Jones Wilma Rudolph                                                        | Deutschland Martha Langbein Anni Biechl Brunhilde Hendrix Jutta Heine                                                                          | Polen Teresa Ciepły Barbara Sobotta Celina Jesionowska Halina Górecka                                            |
| 1964    | Polen Teresa Ciepły Irena Szewińska Halina Górecka Ewa Kłobukowska                                                                   | Vereinigte Staaten Willye White Wyomia Tyus Marilyn White Edith McGuire                                                                        | Großbritannien Janet Simpson Mary Rand Daphne Arden Dorothy Hyman                                                |
| 1968    | Vereinigte Staaten Barbara Ferrell Margaret Bailes Mildrette Netter Wyomia Tyus                                                      | Kuba Marlene Elejarde Fulgencia Romay Violeta Quesada Miguelina Cobián                                                                         | Sowjetunion Ljudmila Scharkowa Galina Bucharina Wera Popkowa Ljudmila Samotjossowa                               |
| 1972    | BR Deutschland Christiane Krause Ingrid Becker Annegret Richter Heide Rosendahl                                                      | DDR Evelin Kaufer Christina Heinich Bärbel Struppert Renate Stecher                                                                            | Kuba Marlene Elejarde Carmen Valdés Fulgencia Romay Silvia Chivás                                                |
| 1976    | DDR Marlies Göhr Renate Stecher Carla Bodendorf Bärbel Eckert                                                                        | BR Deutschland Elvira Possekel Inge Helten Annegret Richter Annegret Kroniger                                                                  | Sowjetunion Tetjana Prorotschenko Ljudmila Scharkowa Nadeschda Besfamilnaja Wera Anissimowa                      |
| 1980    | DDR Romy Müller Bärbel Eckert Ingrid Auerswald Marlies Göhr                                                                          | Sowjetunion Wera Komissowa Ljudmila Scharkowa Wera Anissimowa Natalja Botschina                                                                | Großbritannien Heather Hunte Kathy Smallwood-Cook Beverley Goddard Sonia Lannaman                                |
| 1984    | Vereinigte Staaten Alice Brown Jeanette Bolden Chandra Cheeseborough Evelyn Ashford                                                  | Kanada Angela Bailey Marita Payne Angella Taylor France Gareau                                                                                 | Großbritannien Simmone Jacobs Kathy Smallwood-Cook Beverley Goddard Heather Hunte                                |
| 1988    | Vereinigte Staaten Alice Brown Sheila Echols Florence Griffith-Joyner Evelyn Ashford                                                 | DDR Silke Möller Kerstin Behrendt Ingrid Auerswald Marlies Göhr                                                                                | Sowjetunion Ljudmila Kondratjewa Galina Maltschugina Marina Schirowa Natalja Woronowa                            |
| 1992    | Vereinigte Staaten Evelyn Ashford Esther Jones Carlette Guidry-White Gwen Torrence Im Vorlauf: Michelle Finn                         | Vereintes Team Olga Bogoslowskaja Galina Maltschugina Marina Trandenkowa Irina Priwalowa                                                       | Nigeria Beatrice Utondu Faith Idehen Christy Opara-Thompson Mary Onyali                                          |
| 1996    | Vereinigte Staaten Gail Devers Inger Miller Chryste Gaines Gwen Torrence Im Vorlauf: Carlette Guidry                                 | Bahamas Eldece Clarke Chandra Sturrup Savatheda Fynes Pauline Davis-Thompson Im Vorlauf: Debbie Ferguson                                       | Jamaika Michelle Freeman Juliet Cuthbert Nikole Mitchell Merlene Ottey Im Vorlauf: Gillian Russell, Andria Lloyd |
| 2000    | Bahamas Savatheda Fynes Chandra Sturrup Pauline Davis-Thompson Debbie Ferguson Im Vorlauf: Eldece Clarke-Lewis                       | Jamaika Tayna Lawrence Veronica Campbell Beverly McDonald Merlene Ottey Im Vorlauf: Merlene Frazer                                             | Vereinigte Staaten Chryste Gaines Torri Edwards Nanceen Perry Marion Jones Im Vorlauf: Passion Richardson        |
| 2004    | Jamaika Tayna Lawrence Sherone Simpson Aleen Bailey Veronica Campbell Im Vorlauf: Beverly McDonald                                   | Russland Olga Fjodorowa Julija Tabakowa Irina Chabarowa Larissa Nikolajewna                                                                    | Frankreich Véronique Mang Muriel Hurtis Sylviane Félix Christine Arron                                           |
| 2008    | Belgien Olivia Borlée Hanna Mariën Élodie Ouédraogo Kim Gevaert                                                                      | Nigeria Ene Franca Idoko Gloria Kemasuode Halimat Ismaila Oludamola Osayomi Im Vorlauf: Agnes Osazuwa                                          | Brasilien Rosemar Coelho Neto Lucimar Aparecida de Moura Thaíssa Presti Rosângela Santos                         |
| 2012    | Vereinigte Staaten Tianna Madison Allyson Felix Bianca Knight Carmelita Jeter Im Vorlauf: Jeneba Tarmoh, Lauryn Williams             | Jamaika Shelly-Ann Fraser-Pryce Sherone Simpson Veronica Campbell-Brown Kerron Stewart Im Vorlauf: Samantha Henry-Robinson, Schillonie Calvert | Ukraine Olessja Powch Chrystyna Stuj Marija Rjemjen Jelysaweta Bryshina                                          |
| 2016    | Vereinigte Staaten Tianna Bartoletta Allyson Felix English Gardner Tori Bowie Im Vorlauf: Morolake Akinosun                          | Jamaika Christania Williams Elaine Thompson Veronica Campbell-Brown Shelly-Ann Fraser-Pryce Im Vorlauf: Simone Facey, Shashalee Forbes         | Großbritannien Asha Philip Desirèe Henry Dina Asher-Smith Daryll Neita                                           |
| 2020    | Jamaika Briana Williams Elaine Thompson-Herah Shelly-Ann Fraser-Pryce Shericka Jackson Im Vorlauf: Natasha Morrison, Remona Burchell | Vereinigte Staaten Javianne Oliver Teahna Daniels Jenna Prandini Gabrielle Thomas Im Vorlauf: English Gardner, Aleia Hobbs                     | Großbritannien Asha Philip Imani Lansiquot Dina Asher-Smith Daryll Neita                                         |
| 2024    | Vereinigte Staaten Melissa Jefferson Twanisha Terry Gabrielle Thomas Sha’Carri Richardson                                            | Großbritannien Dina Asher-Smith Imani Lansiquot Amy Hunt Daryll Neita Im Vorlauf: Bianca Williams, Desirèe Henry                               | Deutschland Alexandra Burghardt Lisa Mayer Gina Lückenkemper Rebekka Haase Im Vorlauf: Sophia Junk               |

### 4 × 400 m Staffel
| Olympia | Gold | Silber | Bronze |
| ------- | --- | --- | --- |
| 1972    | DDR Dagmar Käsling Rita Kühne Helga Seidler Monika Zehrt                                                                                               | Vereinigte Staaten Mable Fergerson Madeline Manning Cheryl Toussaint Kathy Hammond                                                            | BR Deutschland Anette Rückes Inge Bödding Hildegard Falck Rita Wilden                                                                              |
| 1976    | DDR Doris Maletzki Brigitte Rohde Ellen Streidt Christina Lathan                                                                                       | Vereinigte Staaten Debra Sapenter Sheila Ingram Pamela Jiles Rosalyn Bryant                                                                   | Sowjetunion Inta Kļimoviča Ljudmila Aksjonowa Natalja Sokolowa Nadeschda Iljina                                                                    |
| 1980    | Sowjetunion Tetjana Prorotschenko Tatjana Goischtschik Nina Sjuskowa Irina Nasarowa                                                                    | DDR Gabriele Löwe Barbara Krug Christina Lathan Marita Koch                                                                                   | Großbritannien Linsey Macdonald Michelle Probert Joslyn Hoyte-Smith Donna Hartley                                                                  |
| 1984    | Vereinigte Staaten Lillie Leatherwood Sherri Howard Valerie Brisco-Hooks Chandra Cheeseborough                                                         | Kanada Charmaine Crooks Jillian Richardson Molly Killingbeck Marita Payne                                                                     | BR Deutschland Heike Schulte-Mattler Ute Thimm Heidi-Elke Gaugel Gaby Bußmann                                                                      |
| 1988    | Sowjetunion Tazzjana Ljadouskaja Olga Nasarowa Marija Pinigina Olha Bryshina                                                                           | Vereinigte Staaten Denean Howard Diane Dixon Valerie Brisco-Hooks Florence Griffith-Joyner                                                    | DDR Dagmar Neubauer Kirsten Emmelmann Sabine Busch Petra Müller                                                                                    |
| 1992    | Vereintes Team Jelena Rusina Ljudmyla Dschyhalowa Olga Nasarowa Olha Bryshina Im Vorlauf: Marina Schmonina, Lilija Nurutdinowa                         | Vereinigte Staaten Natasha Kaiser Gwen Torrence Jearl Miles Rochelle Stevens Im Vorlauf: Denean Howard, Dannette Young-Stone                  | Großbritannien Phylis Smith Sandra Douglas Jennifer Stoute Sally Gunnell                                                                           |
| 1996    | Vereinigte Staaten Rochelle Stevens Maicel Malone Kim Graham Jearl Miles Im Vorlauf: Linetta Wilson                                                    | Nigeria Olabisi Afolabi Fatima Yusuf Charity Opara Falilat Ogunkoya                                                                           | Deutschland Uta Rohländer Linda Kisabaka Anja Rücker Grit Breuer                                                                                   |
| 2000    | Vereinigte Staaten Jearl Miles Clark Monique Hennagan Marion Jones LaTasha Colander Im Vorlauf: Andrea Anderson                                        | Jamaika Sandie Richards Catherine Scott-Pomales Deon Hemmings Lorraine Graham Im Vorlauf: Charmaine Howell, Michelle Burgher                  | Russland Julija Sotnikowa Swetlana Gontscharenko Olga Kotljarowa Irina Priwalowa Im Vorlauf: Natalja Nasarowa, Olesja Sykina                       |
| 2004    | Vereinigte Staaten DeeDee Trotter Monique Henderson Sanya Richards Monique Hennagan Im Vorlauf: Moushaumi Robinson                                     | Russland Olesja Krasnomowez Natalja Nasarowa Olesja Sykina Natalja Antjuch Im Vorlauf: Tatjana Firowa, Natalja Iwanowa                        | Jamaika Novlene Williams Michelle Burgher Nadia Davy Sandie Richards Im Vorlauf: Ronetta Smith                                                     |
| 2008    | Vereinigte Staaten Mary Wineberg Allyson Felix Monique Henderson Sanya Richards Im Vorlauf: Natasha Hastings                                           | Jamaika Shericka Williams Shereefa Lloyd Rosemarie Whyte Novlene Williams-Mills Im Vorlauf: Bobby-Gaye Wilkins                                | Großbritannien Christine Ohuruogu Kelly Sotherton Marilyn Okoro Nicola Sanders                                                                     |
| 2012    | Vereinigte Staaten DeeDee Trotter Allyson Felix Francena McCorory Sanya Richards-Ross Im Vorlauf: Keshia Baker, Diamond Dixon                          | Jamaika Christine Day Rosemarie Whyte Shericka Williams Novlene Williams-Mills Im Vorlauf: Shereefa Lloyd                                     | Ukraine Alina Lohwynenko Olha Semljak Anna Ryschykowa Natalija Pyhyda                                                                              |
| 2016    | Vereinigte Staaten Allyson Felix Phyllis Francis Natasha Hastings Courtney Okolo Im Vorlauf: Taylor Ellis-Watson, Francena McCorory                    | Jamaika Shericka Jackson Stephenie Ann McPherson Anneisha McLaughlin-Whilby Novlene Williams-Mills Im Vorlauf: Christine Day, Chrisann Gordon | Großbritannien Emily Diamond Eilidh Child Christine Ohuruogu Anyika Onuora                                                                         |
| 2020    | Vereinigte Staaten Sydney McLaughlin Allyson Felix Dalilah Muhammad Athing Mu Im Vorlauf: Kaylin Whitney, Wadeline Jonathas, Kendall Ellis, Lynna Irby | Polen Natalia Kaczmarek Iga Baumgart-Witan Małgorzata Hołub-Kowalik Justyna Święty Im Vorlauf: Anna Kiełbasińska                              | Jamaika Roneisha McGregor Janieve Russell Shericka Jackson Candice McLeod Im Vorlauf: Junelle Bromfield, Stacey-Ann Williams                       |
| 2024    | Vereinigte Staaten Gabrielle Thomas Alexis Holmes Sydney McLaughlin-Levrone Shamier Little Im Vorlauf: Quanera Hayes, Aaliyah Butler, Kaylyn Brown     | Niederlande Lisanne de Witte Lieke Klaver Cathelijn Peeters Femke Bol Im Vorlauf: Myrte van der Schoot, Eveline Saalberg                      | Großbritannien Victoria Ohuruogu Nicole Yeargin Amber Anning Laviai Nielsen Im Vorlauf: Lina Nielsen, Yemi Mary John, Hannah Kelly, Jodie Williams |

### 20 km Gehen
| Olympia | Gold                 | Silber                   | Bronze        |
| ------- | -------------------- | ------------------------ | ------------- |
| 2000    | Wang Liping          | Kjersti Plätzer          | María Vasco   |
| 2004    | Athanasia Tsoumeleka | Olimpiada Iwanowa        | Jane Saville  |
| 2008    | Olga Kaniskina       | Kjersti Plätzer          | Elisa Rigaudo |
| 2012    | Qoijing Gyi          | Liu Hong                 | Lü Xiuzhi     |
| 2016    | Liu Hong             | María Guadalupe González | Lü Xiuzhi     |
| 2020    | Antonella Palmisano  | Sandra Arenas            | Liu Hong      |
| 2024    | Yang Jiayu           | María Pérez García       | Jemima Montag |

### Hochsprung
| Olympia | Gold                  | Silber                                 | Bronze                                  |
| ------- | --------------------- | -------------------------------------- | --------------------------------------- |
| 1928    | Ethel Catherwood      | Lien Gisolf                            | Mildred Wiley                           |
| 1932    | Jean Shiley           | Mildred Didrikson                      | Eva Dawes                               |
| 1936    | Ibolya Csák           | Dorothy Tyler                          | Elfriede Kaun                           |
| 1948    | Alice Coachman        | Dorothy Tyler                          | Micheline Ostermeyer                    |
| 1952    | Esther Brand          | Sheila Lerwill                         | Alexandra Tschudina                     |
| 1956    | Mildred McDaniel      | Thelma Hopkins Marija Pissarewa        | –                                       |
| 1960    | Iolanda Balaș         | Jarosława Jóźwiakowska Dorothy Shirley | –                                       |
| 1964    | Iolanda Balaș         | Michele Brown                          | Taissija Tschentschik                   |
| 1968    | Milena Rezková        | Antonina Okorokowa                     | Walentyna Kosyr                         |
| 1972    | Ulrike Meyfarth       | Jordanka Blagoewa                      | Ilona Gusenbauer                        |
| 1976    | Rosemarie Ackermann   | Sara Simeoni                           | Jordanka Blagoewa                       |
| 1980    | Sara Simeoni          | Urszula Kielan                         | Jutta Kirst                             |
| 1984    | Ulrike Meyfarth       | Sara Simeoni                           | Joni Huntley                            |
| 1988    | Louise Ritter         | Stefka Kostadinowa                     | Tamara Bykowa                           |
| 1992    | Heike Henkel          | Alina Astafei                          | Ioamnet Quintero                        |
| 1996    | Stefka Kostadinowa    | Niki Bakogianni                        | Inha Babakowa                           |
| 2000    | Jelena Jelessina      | Hestrie Cloete                         | Kajsa Bergqvist Oana Pantelimon         |
| 2004    | Jelena Slessarenko    | Hestrie Cloete                         | Wita Stjopina                           |
| 2008    | Tia Hellebaut         | Blanka Vlašić                          | Chaunté Lowe                            |
| 2012    | Anna Tschitscherowa   | Brigetta Barrett                       | Swetlana Schkolina                      |
| 2016    | Ruth Beitia           | Mirela Demirewa                        | Blanka Vlašić                           |
| 2020    | Marija Lassizkene     | Nicola McDermott                       | Jaroslawa Mahutschich                   |
| 2024    | Jaroslawa Mahutschich | Australien                             | Iryna Heraschtschenko Eleanor Patterson |

### Stabhochsprung
| Olympia | Gold               | Silber              | Bronze             |
| ------- | ------------------ | ------------------- | ------------------ |
| 2000    | Stacy Dragila      | Tatiana Grigorieva  | Vala Flosadóttir   |
| 2004    | Jelena Issinbajewa | Swetlana Feofanowa  | Anna Rogowska      |
| 2008    | Jelena Issinbajewa | Jennifer Stuczynski | Swetlana Feofanowa |
| 2012    | Jennifer Suhr      | Yarisley Silva      | Jelena Issinbajewa |
| 2016    | Katerina Stefanidi | Sandi Morris        | Eliza McCartney    |
| 2020    | Katie Nageotte     | Anschelika Sidorowa | Holly Bradshaw     |
| 2024    | Nina Kennedy       | Katie Moon          | Alysha Newman      |

### Weitsprung
| Olympia | Gold                 | Silber                  | Bronze                  |
| ------- | -------------------- | ----------------------- | ----------------------- |
| 1948    | Olga Gyarmati        | Noëmi de Portela        | Ann-Britt Leyman        |
| 1952    | Yvette Williams      | Alexandra Tschudina     | Shirley Cawley          |
| 1956    | Elżbieta Krzesińska  | Willye White            | Nadeschda Dwalischwili  |
| 1960    | Wera Krepkina        | Elżbieta Krzesińska     | Hildrun Claus           |
| 1964    | Mary Rand            | Irena Szewińska         | Tatjana Schtschelkanowa |
| 1968    | Viorica Viscopoleanu | Sheila Sherwood         | Tatjana Talyschewa      |
| 1972    | Heide Rosendahl      | Diana Jorgowa           | Eva Šuranová            |
| 1976    | Angela Voigt         | Kathy McMillan          | Lidija Alfejewa         |
| 1980    | Tatjana Kolpakowa    | Brigitte Wujak          | Tetjana Skatschko       |
| 1984    | Anișoara Stanciu     | Vali Ionescu-Constantin | Susan Hearnshaw         |
| 1988    | Jackie Joyner-Kersee | Heike Drechsler         | Galina Tschistjakowa    |
| 1992    | Heike Drechsler      | Inessa Krawez           | Jackie Joyner-Kersee    |
| 1996    | Chioma Ajunwa        | Fiona May               | Jackie Joyner-Kersee    |
| 2000    | Heike Drechsler      | Fiona May               | Tatjana Kotowa          |
| 2004    | Tatjana Lebedewa     | Irina Simagina          | Tatjana Kotowa          |
| 2008    | Maurren Higa Maggi   | Blessing Okagbare       | Chelsea Hammond         |
| 2012    | Brittney Reese       | Jelena Sokolowa         | Janay DeLoach           |
| 2016    | Tianna Bartoletta    | Brittney Reese          | Ivana Španović          |
| 2020    | Malaika Mihambo      | Brittney Reese          | Ese Brume               |
| 2024    | Tara Davis-Woodhall  | Malaika Mihambo         | Jasmine Moore           |

### Dreisprung
| Olympia | Gold                   | Silber             | Bronze           |
| ------- | ---------------------- | ------------------ | ---------------- |
| 1996    | Inessa Krawez          | Inna Lassowskaja   | Šárka Kašpárková |
| 2000    | Teresa Marinowa        | Tatjana Lebedewa   | Olena Howorowa   |
| 2004    | Françoise Mbango Etone | Chrysopigi Devetzi | Tatjana Lebedewa |
| 2008    | Françoise Mbango Etone | Olga Rypakowa      | Yargelis Savigne |
| 2012    | Olga Rypakowa          | Caterine Ibargüen  | Olha Saladucha   |
| 2016    | Caterine Ibargüen      | Yulimar Rojas      | Olga Rypakowa    |
| 2020    | Yulimar Rojas          | Patrícia Mamona    | Ana Peleteiro    |
| 2024    | Thea LaFond            | Shanieka Ricketts  | Jasmine Moore    |

### Kugelstoßen
| Olympia | Gold                  | Silber                  | Bronze                |
| ------- | --------------------- | ----------------------- | --------------------- |
| 1948    | Micheline Ostermeyer  | Amelia Piccinini        | Ine Schäffer          |
| 1952    | Galina Sybina         | Marianne Werner         | Klawdija Totschonowa  |
| 1956    | Tamara Tyschkewitsch  | Galina Sybina           | Marianne Werner       |
| 1960    | Tamara Press          | Johanna Lüttge          | Earlene Brown         |
| 1964    | Tamara Press          | Renate Garisch          | Galina Sybina         |
| 1968    | Margitta Gummel       | Marita Lange            | Nadeschda Tschischowa |
| 1972    | Nadeschda Tschischowa | Margitta Gummel         | Iwanka Christowa      |
| 1976    | Iwanka Christowa      | Nadeschda Tschischowa   | Helena Fibingerová    |
| 1980    | Ilona Slupianek       | Swetlana Kratschewskaja | Margitta Pufe         |
| 1984    | Claudia Losch         | Mihaela Loghin          | Gael Martin           |
| 1988    | Natalja Lissowskaja   | Kathrin Neimke          | Li Meisu              |
| 1992    | Swetlana Kriweljowa   | Huang Zhihong           | Kathrin Neimke        |
| 1996    | Astrid Kumbernuss     | Sui Xinmei              | Irina Chudoroschkina  |
| 2000    | Janina Karoltschyk    | Larissa Peleschenko     | Astrid Kumbernuss     |
| 2004    | Yumileidi Cumbá       | Nadine Kleinert         | nicht vergeben        |
| 2008    | Valerie Vili          | Natallja Michnewitsch   | Nadseja Astaptschuk   |
| 2012    | Valerie Adams         | Jewgenija Kolodko       | Gong Lijiao           |
| 2016    | Michelle Carter       | Valerie Adams           | Anita Márton          |
| 2020    | Gong Lijiao           | Raven Saunders          | Valerie Adams         |
| 2024    | Yemisi Ogunleye       | Maddison-Lee Wesche     | Song Jiayuan          |

### Diskuswurf
| Olympia | Gold                    | Silber                  | Bronze                    |
| ------- | ----------------------- | ----------------------- | ------------------------- |
| 1928    | Halina Konopacka        | Lillian Copeland        | Ruth Svedberg             |
| 1932    | Lillian Copeland        | Ruth Osburn             | Jadwiga Wajs              |
| 1936    | Gisela Mauermayer       | Jadwiga Wajs            | Paula Mollenhauer         |
| 1948    | Micheline Ostermeyer    | Edera Gentile           | Jacqueline Mazéas         |
| 1952    | Nina Romaschkowa        | Jelisaweta Bagrjanzewa  | Nina Dumbadse             |
| 1956    | Olga Fikotová           | Irina Begljakowa        | Nina Ponomarjowa          |
| 1960    | Nina Ponomarjowa        | Tamara Press            | Lia Manoliu               |
| 1964    | Tamara Press            | Ingrid Lotz             | Lia Manoliu               |
| 1968    | Lia Manoliu             | Liesel Westermann       | Jolán Kleiber-Kontsek     |
| 1972    | Faina Melnik            | Argentina Menis         | Wassilka Stoewa           |
| 1976    | Evelin Jahl             | Marija Wergowa          | Gabriele Hinzmann         |
| 1980    | Evelin Jahl             | Marija Wergowa          | Tatjana Lessowaja         |
| 1984    | Ria Stalman             | Leslie Deniz            | Florența Crăciunescu      |
| 1988    | Martina Hellmann        | Diana Gansky            | Zwetanka Christowa        |
| 1992    | Maritza Martén          | Zwetanka Christowa      | Daniela Costian           |
| 1996    | Ilke Wyludda            | Natalja Sadowa          | Elina Swerawa             |
| 2000    | Elina Swerawa           | Anastasia Kelesidou     | Iryna Jattschanka         |
| 2004    | Natalja Sadowa          | Anastasia Kelesidou     | Věra Pospíšilová-Cechlová |
| 2008    | Stephanie Brown Trafton | Yarelys Barrios         | Olena Antonowa            |
| 2012    | Sandra Perković         | Darja Pischtschalnikowa | Li Yanfeng                |
| 2016    | Sandra Perković         | Mélina Robert-Michon    | Denia Caballero           |
| 2020    | Valarie Allman          | Kristin Pudenz          | Yaimé Pérez               |
| 2024    | Valarie Allman          | Feng Bin                | Sandra Elkasević          |

### Hammerwurf
| Olympia | Gold               | Silber              | Bronze           |
| ------- | ------------------ | ------------------- | ---------------- |
| 2000    | Kamila Skolimowska | Olga Kusenkowa      | Kirsten Münchow  |
| 2004    | Olga Kusenkowa     | Yipsi Moreno        | Yunaika Crawford |
| 2008    | Yipsi Moreno       | Zhang Wenxiu        | Darja Ptschelnik |
| 2012    | Anita Włodarczyk   | Betty Heidler       | Zhang Wenxiu     |
| 2016    | Anita Włodarczyk   | Zhang Wenxiu        | Sophie Hitchon   |
| 2020    | Anita Włodarczyk   | Wang Zheng          | Malwina Kopron   |
| 2024    | Camryn Rogers      | Annette Echikunwoke | Zhao Jie         |

### Speerwurf
| Olympia | Gold                | Silber               | Bronze              |
| ------- | ------------------- | -------------------- | ------------------- |
| 1932    | Mildred Didrikson   | Ellen Braumüller     | Tilly Fleischer     |
| 1936    | Tilly Fleischer     | Luise Krüger         | Maria Kwaśniewska   |
| 1948    | Herma Bauma         | Kaisa Parviainen     | Lily Carlstedt      |
| 1952    | Dana Zátopková      | Alexandra Tschudina  | Jelena Gortschakowa |
| 1956    | Inese Jaunzeme      | Marlene Ahrens       | Nadeschda Konjajewa |
| 1960    | Elvīra Ozoliņa      | Dana Zátopková       | Birutė Kalėdienė    |
| 1964    | Mihaela Peneș       | Márta Rudas          | Jelena Gortschakowa |
| 1968    | Angéla Németh       | Mihaela Peneș        | Eva Janko           |
| 1972    | Ruth Fuchs          | Jacqueline Todten    | Kate Schmidt        |
| 1976    | Ruth Fuchs          | Marion Becker        | Kate Schmidt        |
| 1980    | María Caridad Colón | Saida Gunba          | Ute Hommola         |
| 1984    | Tessa Sanderson     | Tiina Lillak         | Fatima Whitbread    |
| 1988    | Petra Felke         | Fatima Whitbread     | Beate Koch          |
| 1992    | Silke Renk          | Natallja Schykalenka | Karen Forkel        |
| 1996    | Heli Rantanen       | Louise McPaul        | Trine Hattestad     |
| 2000    | Trine Hattestad     | Mirela Manjani       | Osleidys Menéndez   |
| 2004    | Osleidys Menéndez   | Steffi Nerius        | Mirela Manjani      |
| 2008    | Barbora Špotáková   | Christina Obergföll  | Goldie Sayers       |
| 2012    | Barbora Špotáková   | Christina Obergföll  | Linda Stahl         |
| 2016    | Sara Kolak          | Sunette Viljoen      | Barbora Špotáková   |
| 2020    | Liu Shiying         | Maria Andrejczyk     | Kelsey-Lee Barber   |
| 2024    | Haruka Kitaguchi    | Jo-Ane van Dyk       | Nikola Ogrodníková  |

### Siebenkampf
| Olympia | Gold                 | Silber                    | Bronze                |
| ------- | -------------------- | ------------------------- | --------------------- |
| 1984    | Glynis Nunn          | Jackie Joyner-Kersee      | Sabine Everts         |
| 1988    | Jackie Joyner-Kersee | Sabine John               | Anke Behmer           |
| 1992    | Jackie Joyner-Kersee | Irina Belowa              | Sabine Braun          |
| 1996    | Ghada Shouaa         | Natallja Sasanowitsch     | Denise Lewis          |
| 2000    | Denise Lewis         | Jelena Prochorowa         | Natallja Sasanowitsch |
| 2004    | Carolina Klüft       | Austra Skujytė            | Kelly Sotherton       |
| 2008    | Natalija Dobrynska   | Hyleas Fountain           | Kelly Sotherton       |
| 2012    | Jessica Ennis        | Lilli Schwarzkopf         | Austra Skujytė        |
| 2016    | Nafissatou Thiam     | Jessica Ennis-Hill        | Brianne Theisen-Eaton |
| 2020    | Nafissatou Thiam     | Anouk Vetter              | Emma Oosterwegel      |
| 2024    | Nafissatou Thiam     | Katarina Johnson-Thompson | Noor Vidts            |

## Nicht mehr ausgetragene Wettbewerbe

### 3000 m
| Olympia | Gold              | Silber            | Bronze          |
| ------- | ----------------- | ----------------- | --------------- |
| 1984    | Maricica Puică    | Wendy Sly         | Lynn Williams   |
| 1988    | Tetjana Samolenko | Paula Ivan        | Yvonne Murray   |
| 1992    | Jelena Romanowa   | Tetjana Samolenko | Angela Chalmers |

### 80 m Hürden
| Olympia | Gold                | Silber                | Bronze             |
| ------- | ------------------- | --------------------- | ------------------ |
| 1932    | Mildred Didrikson   | Evelyne Hall          | Marjorie Clark     |
| 1936    | Trebisonda Valla    | Anni Steuer           | Elizabeth Taylor   |
| 1948    | Fanny Blankers-Koen | Maureen Gardner       | Shirley Strickland |
| 1952    | Shirley Strickland  | Marija Golubnitschaja | Maria Sander       |
| 1956    | Shirley Strickland  | Gisela Birkemeyer     | Norma Thrower      |
| 1960    | Irina Press         | Carole Quinton        | Gisela Birkemeyer  |
| 1964    | Karin Balzer        | Teresa Ciepły         | Pam Kilborn        |
| 1968    | Maureen Caird       | Pam Kilborn           | Chi Cheng          |

### 10 km Gehen
| Olympia | Gold              | Silber             | Bronze     |
| ------- | ----------------- | ------------------ | ---------- |
| 1992    | Chen Yueling      | Jelena Nikolajewa  | Li Chunxiu |
| 1996    | Jelena Nikolajewa | Elisabetta Perrone | Wang Yan   |

### Fünfkampf
| Olympia | Gold               | Silber               | Bronze           |
| ------- | ------------------ | -------------------- | ---------------- |
| 1964    | Irina Press        | Mary Rand            | Galina Bystrowa  |
| 1968    | Ingrid Becker      | Liese Prokop         | Annamária Tóth   |
| 1972    | Mary Peters        | Heide Rosendahl      | Burglinde Pollak |
| 1976    | Siegrun Siegl      | Christine Laser      | Burglinde Pollak |
| 1980    | Nadija Tkatschenko | Olga Rukawischnikowa | Olga Kuragina    |